# كوان هينج
كوان هينج (بالصينية: 权恒) هو لاعب كرة قدم صيني في مركز الوسط، ولد في 30 سبتمبر 1989 في داليان في الصين. لعب مع داليان ييفانغ ونادي داليان شيده ونادي شنجن.

## وصلات خارجية
- كوان هينج على موقع قاعدة بيانات كرة القدم.إي يو (الإنجليزية)
- كوان هينج على موقع Soccerway.com (الإنجليزية)